# Anarquia (DC Comics)
Anarquia (Anarky no original) é um personagem fictício, é um vilão e inimigo do Batman no Universo DC. Foi criado em 1989, por Alan Grant e Norm Breyfogle. Seu nome é baseado em um ideal político: o anarquismo.
Anarquia teve sua ideologia modificada conforme Grant mudava sua própria ideologia pessoal. O personagem passou a defender o racionalismo, o ateísmo e o livre mercado, inspirado no Objetivismo, filosofia de Ayn Rand.
As histórias envolvendo Anarquia frequentemente giram em torno de temas políticos ou filosóficos. Sua criação foi parcialmente influenciada pelo personagem V, do romance gráfico V de Vingança. Curiosamente, foi criado com a intenção de que um dia viesse a se tornar Robin, o que acabou nunca acontecendo.
Anarquia tornou-se popular principalmente em países de língua espanhola, pelo fato de a maioria destes países ter experimentado severas repressões militares, uma das motivações para o surgimento do personagem.

## História
A mãe de Lonnie Machin era uma showgirl chamada Greta Mitchell. Greta abandonou Lonnie quando era bebê. Seus pais adotivos eram Mike Machin e Roxanne. Mike reconheceu que havia algo de especial sobre Lonnie. Lonnie possuía uma mente inquisitiva e era incrivelmente brilhante. Mike costumava levar Lonnie às livrarias para alimentar seu interesse insaciável por todas as disciplinas, especialmente filosofia.
Lonnie Machin é um garoto superdotado e anti-social. Aos onze anos de idade, como parte de um programa escolar, correspondia-se com outra criança, Xuasus, um menino de um país não identificado. A cada mês, eles deveriam escrever uma carta um ao outro, contando os acontecimentos de suas vidas. Lonnie se sentia muito triste com as diferenças nos estilos de vida seu (classe média americana) e de seu amigo (que muitas vezes passava fome).
Após um ano de contato, Xuasus parou de escrever, e todas as cartas escritas por Lonnie retornaram, sem chegarem ao seu destino. Somente no ano seguinte, Lonnie obteve uma resposta de seu amigo. Na carta, Xuasus relatou que seu pai fora preso, sua mãe havia adoecido, sua irmã faleceu de desnutrição e ele, aos onze anos, perdera sua casa.
Preocupado com o amigo, o jovem tornou-se um leitor compulsivo, que acabou descobrindo que o país de Xuasus era um país do Terceiro Mundo, sob domínio de uma ditadura, e que estava em confronto contra guerrilhas marxistas. Tais guerrilheiros obtinham lucro com a guerra, através do tráfico de armas oriundas do mundo ocidental.
Além das descobertas, o estudo sobre a guerra e a violência política levaram Lonnie a simpatizar com os ideais radicais. Lonnie percebeu que todas as guerras eram causadas pelas elites políticas e decidiu realizar ataques para dar chances ao povo de lutar por um modo de vida anarquista. Criou um traje vermelho contendo o símbolo anarquista (a letra "A"), com chapéu e com uma máscara dourada. Montou o traje sobre um manequim, para lhe dar uma imagem de maior estatura (já que possuía apenas 12 anos de idade) e, usando de sua inteligência e um bastão taser, saiu em sua missão, inicialmente atendendo os apelos do povo publicados em jornais de Gotham City.
Anarquia assaltou vários CEOs e celebridades, deixando para trás um círculo com a letra A pintado como sendo sua marca. Batman logo identificou o agressor, a partir de pistas em um jornal de Gotham City que antecipava os crimes de Anarquia. Na sequência de um motim incentivado por Anarquia entre os sem-teto, Batman o prendeu, e ficou surpreso ao descobrir que Anarquia era apenas um garoto. Machin foi preso no cento de correções Juvenile Hall, em Gotham. Machin mais tarde tornou-se o hacker de computador "Moneyspider", e transferiu milhões de dólares das contas de ricas corporações para os países do Terceiro Mundo.
Anos depois, o parceiro de Batman, Robin, descobriu uma ligação entre Moneyspider e Anarquia, frustrando os planos de mudança global de Machin. Através de um marketing astuto, Anarquia acumulou uma pequena fortuna de 5 milhões de dólares. Com seus novos fundos e conhecimento do campo científico, ele construiu um dispositivo especial.
Esse dispositivo fundiu os dois lados de seu cérebro, aumentando sua inteligência para níveis sobre humanos. Com sua inteligência aumentada artificialmente, estudou várias artes marciais, integrando-as com sua mente em um estilo de luta suave de sua própria invenção.
Depois de mover a sua base de operações para Washington DC, Anarquia descobriu que ele poderia ter sido adotado, e que sua mãe biológica era possivelmente uma showgirl de Las Vegas, e que havia grandes chances de seu pai ser o Coringa. Isso só promoveu a determinação de Anarquia a causar estragos no mundo industrializado, na esperança de desencadear a revolução em todo o mundo. No entanto, uma vez confirmada a sua conexão com o Coringa, Anarquia desapareceu, presumivelmente para redescobrir a si mesmo.

## Video Games
Anarquia está presente no jogo Batman: Arkham Origins como um inimigo nas missões dos Mais-Procurados de Gotham. Nesta versão, ao invés de ser representado como um anti-herói, Anarquia é representado como vilão e extremista que quer uma aliança com Batman para limpar as ruas da cidade. Ele espalhou três bombas onde a corrupção é mais forte em Gotham e estava prestes a explodi-las, mas é impedido por Batman, que o enfrenta no tribunal que Anarquia tomou e, após detê-lo, é descoberto que o vilão era apenas um jovem rapaz. O vigilante chama a polícia, que o prende.
Em Batman: Arkham Knight, a jaqueta e máscara do Anarquia são vistas no armário de provas do DPGC. Aaron Cash conta que foi enviado a uma prisão fora do estado, depois disso ninguém não ouviu mais sobre Lonnie. Cash ainda enfatiza que "o governo não gosta muito dos anarquistas".

## Quadrinhos
A primeira aparição de Anarquia nos quadrinhos ocorreu na história "Anarky in Gotham City, Part 1: Letters to the Editor", em Detective Comics #608, de novembro de 1989. Inicialmente, o personagem seria retratado como um jovem violento, mas altamente inteligente, que comete assassinatos bem elaborados em nome de uma causa maior. A ideia foi rejeitada e Anarquia então foi convertido em um jovem violento, porém não-letal.
Apesar de ter sido criado apenas para a história de estreia, a recepção positiva por parte dos leitores, através de cartas, convenceu Alan Grant a mudar o destino do personagem. Grant planejou, em segredo, transformar Anarquia no novo Robin, em substituição ao então recém-falecido Jason Todd. Isto logo foi abandonado quando Grant foi informado que o personagem Tim Drake já havia sido criado por Marv Wolfman como substituto.
Posteriormente, Norm Breyfogle convenceu Alan Grant de que Anarquia deveria ter suas próprias histórias, as quais foram produzidas em maio de 1997, no spin-off Anarquia. A minissérie em 4 edições teve boa repercussão de críticas e vendas.
Em Batman: Shadow of the Bat #41-42, foi subentendido que Anarquia havia morrido durante uma grande explosão, porém, a série própria do personagem revelou que ele havia sobrevivido e simulado sua própria morte. Anarquia passou a viver em reclusão, criando planos para o desenvolvimento de sua sociedade utópica, ao mesmo tempo em que contratava pessoas para monitorar os passos de Batman.
O livro de bolso Batman: Anarky foi produzido na sequência. Contudo, a crescente popularidade do personagem culminou com uma série solo fracassada crítica e financeiramente. A série mensal Anarquia de 1999, publicada pela DC Comics a contragosto de Grant e Breyfogle, foi cancelada após oito edições, não antes de despertar a controvérsia de que Anarquia seria filho biológico de Coringa.
Após o cancelamento de sua série própria, Anarquia experimentou um longo período de desaparecimento das publicações da DC Comics, excetuado por pequenas aparições sem maior importância. Anarquia só voltaria a aparecer em definitivo na edição de novembro de 2008 da revista Robin #181, através do autor Fabian Nicieza.
No Brasil, Anarquia aparece pela primeira vez em Batman #11, em formato americano, tendo seu nome traduzido pela Editora Abril como Anarquista. Sua origem foi revelada em Batman: Vigilantes de Gotham #09, história em duas partes, de julho de 1997.[carece de fontes?]

## Televisão
Aparece na animação Beware the Batman como principal antagonista nesta versão, foi mudado com o traje branco por completo, exceto pelo símbolo do anarquismo que foi feito preto.
Lonnie Machin fez sua estreia ao vivo em ação na quarta temporada de Arrow, interpretado por Alexander Calvert.